# Toro Rosso STR3
A Toro Rosso STR3 egy Formula–1-es versenyautó, amit a Scuderia Toro Rosso tervezett és versenyeztetett a 2008-as Formula–1 világbajnokság során. Pilótái Sébastien Bourdais és Sebastian Vettel voltak. Az autó Vettel által adott beceneve "Julie" volt.

## Áttekintés
Akárcsak a testvércsapat Redd Bull autóját, ezt is Adrian Newey tervezte. Fontosabb különbség volt, hogy ebben az autóban a Ferrari előző évi, 2007-es specifikációjú motorjai voltak megtalálhatóak. Az idényt még nem ezzel az autóval kezdték, hanem az előző évi modell STR2B névre hallgató átalakított változatával. Először Monacóban mutatkozott be vele a csapat.
A Toro Rosso első és utolsó pole pozícióját és győzelmét, valamint Vettel élete első pole pozícióját és győzelmét is ezzel az autóval érte el a változó körülmények közepette zajló olasz nagydíjon.
Az autó 2022-ben bemutatkozott a BOSS GP sorozatban is, ahol is Thomas Jackermeier vezette, aki a német játékszimulátor-hardvergyártó Fanatec vezérigazgatója volt.

## Eredmények
(Táblázat értelmezése)

(Félkövér: pole-pozícióból indult; dőlt: leggyorsabb kört futott) 

| Év   | Csapat              | Motor              | Gumik | Pilóták            | 1   | 2   | 3   | 4   | 5   | 6   | 7   | 8   | 9   | 10  | 11  | 12  | 13  | 14  | 15  | 16  | 17  | 18  | Pontok | Helyezés |
| ---- | ------------------- | ------------------ | ----- | ------------------ | --- | --- | --- | --- | --- | --- | --- | --- | --- | --- | --- | --- | --- | --- | --- | --- | --- | --- | ------ | -------- |
| 2008 | Scuderia Toro Rosso | Ferrari 056 (2007) | B     |                    | AUS | MAL | BHR | ESP | TUR | MON | CAN | FRA | GBR | GER | HUN | EUR | BEL | ITA | SIN | JPN | CHN | BRA | 39*    | 6.       |
| 2008 | Scuderia Toro Rosso | Ferrari 056 (2007) | B     | Sébastien Bourdais |     |     |     |     |     | KI  | 13  | 17  | 11  | 12  | 18  | 10  | 7   | 18  | 12  | 10  | 13  | 14  | 39*    | 6.       |
| 2008 | Scuderia Toro Rosso | Ferrari 056 (2007) | B     | Sebastian Vettel   |     |     |     |     |     | 5   | 8   | 12  | KI  | 8   | KI  | 6   | 5   | 1   | 5   | 6   | 9   | 4   | 39*    | 6.       |

* 2 pontot szereztek az STR2B-vel.
† – nem ért célba, de rangsorolták, mert teljesítette a versenytáv 90 százalékát.